# Râul Fântâna Albă
Râul Fântâna Albă este un curs de apă, afluent al râului Măieruș. Se formează la confluența brațelor Pârâul Țiganului and Raherna

## Hărți
- Harta județul Brașov
- Harta munții Perșani  Arhivat în 13 iunie 2008, la Wayback Machine.